# Droits LGBT en Équateur
Cet article présente les droits des personnes LGBTI+ en Équateur.
En 2019, la cour constitutionnelle approuve le mariage entre personnes de même sexe ; cet arrêt devra être appliqué.

## Résumé des droits des personnes LGBTI+
| Rapport entre personnes de même sexe                                                                              | (depuis 1997) |
| Âge légal de consentement égal                                                                                    | (depuis 1997) |
| Loi anti-discrimination à l'emploi, seulement                                                                     | (depuis 1997) |
| Loi anti-discrimination dans l'offre de soins et de services                                                      | (depuis 1997) |
| Loi anti-discrimination dans toutes les autres zones (incl. la discrimination indirecte, les agressions verbales) | (depuis 1997) |
| Mariage pour les couples de même sexe                                                                             | (depuis 2019) |
| Droit fondamental de l'identité de genre                                                                          | (depuis 2008) |
| Droit fondamental de l'orientation sexuelle                                                                       | (depuis 2008) |
| Reconnaissance des couples de même sexe                                                                           | (depuis 2009) |
| Adoption pour les couples de même sexe                                                                            | No            |
| Adoption conjointe pour les couples de même sexe                                                                  | No            |
| LGBTI+ autorisés à servir dans l'armée                                                                            | (depuis 2009) |
| Droit au changement légal de genre                                                                                | (depuis 2014) |
| Reconnaissance de l'identité de genre dans les cartes d'identité                                                  | (depuis 2016) |
| Accès à la FIV pour les lesbiennes                                                                                | No            |
| Maternité de substitution pour les couples homosexuels masculins                                                  | No            |